# Faridi Mussa
Faridi Malik Mussa Shaha (ur. 21 czerwca 1995 w Morogoro) – tanzański piłkarz grający na pozycji lewoskrzydłowego. Od 2020 jest zawodnikiem klubu Young Africans SC.

## Kariera klubowa
Swoją karierę piłkarską Mussa rozpoczął w klubie Azam FC. W 2013 roku zadebiutował w nim w tanzańskiej pierwszej lidze. W sezonie 2013/2014 został z nim mistrzem, a w sezonach 2014/2015 i 2015/2016 wicemistrzem Tanzanii. W 2016 roku przeszedł do CD Tenerife i w latach 2016-2020 grał w jego rezerwach na poziomie Tercera División. W 2020 roku wrócił do Tanzanii i został piłkarzem Young Africans SC. W sezonie 2020/2021 został wicemistrzem, a w sezonie 2021/2022 mistrzem kraju.

## Kariera reprezentacyjna
W reprezentacji Tanzanii Mussa zadebiutował 19 listopada 2013 roku w zremisowanym 0:0 towarzyskim meczu z Zimbabwe, rozegranym w Dar es Salaam. W 2019 roku powołano go do kadry na Puchar Narodów Afryki 2019. Rozegrał w nim trzy mecze grupowe: z Senegalem (0:2), z Kenią (2:3) i z Algierią (0:3).